# Espira-de-l'Agly
Espira-de-l'Agly är en kommun i departementet Pyrénées-Orientales i regionen Occitanien i södra Frankrike. Kommunen ligger i kantonen Rivesaltes som tillhör arrondissementet Perpignan. År 2022 hade Espira-de-l'Agly 3 525 invånare.

## Befolkningsutveckling
Antalet invånare i kommunen Espira-de-l'Agly
| Referens: INSEE |